# Эмбарго
Эмба́рго (от исп. embargo — «наложение ареста», «запрещение»):
- Наложение государством запрета на ввоз другими странами или вывоз из страны золота или иностранной валюты, отдельных видов товаров — оружия, современных технологий и других;
- Запрещение государственной властью захода в порты своей страны судов, принадлежащих другим странам, или выхода из своих портов судов других стран;
- Частичное или полное прекращение торговли с определёнными странами по решению ООН или другого межгосударственного объединения, в качестве репрессивной меры по отношению к данной стране за нарушение Устава ООН, другие неблаговидные действия.

Целью эмбарго могут являться репрессалии в отношении другого государства, желание нанести ему материальный ущерб и принудить действовать по указаниям вводивших его. Эмбарго также применяется с целью «захвата рынков и получения доступа к природным ресурсам».

## Классификация
Практика международных взаимоотношений между государствами, имеющая тысячелетнюю историю, насчитывает немало примеров введения торговых запретов. Разнообразие исторических и современных случаев установления эмбарго позволяет осуществить классификацию применения данного инструмента во внешнеторговой деятельности по различным основаниям.
По субъекту санкционного влияния эмбарго чаще всего направлены на государство (или группу стран), но реже могут иметь персонифицированный характер, который не зависит от страны местонахождения или проживания (например, эмбарго в отношении террористических организаций).
По степени официальности торговые эмбарго могут носить как официальный характер, так и быть неофициальными.
По объёму вводимых запретов можно выделить полное и частичное эмбарго. Под полным эмбарго можно понимать всесторонние запретительные меры во внешнеторговой деятельности между странами, отдельные исключения возможны с целью реализации гуманитарных программ. Частичное эмбарго распространяется на отдельные направления или объекты внешнеторговой деятельности. Частичное эмбарго может быть реализовано как в отношении экспортных, так и в отношении импортных операций, при этом возможны различные комбинации санкций.
| Предмет эмбарго  | Государство - инициатор санкций                                                           | Государство, в отношении которого наложено эмбарго                                                               |
| ---------------- | ----------------------------------------------------------------------------------------- | --- |
| Экспорт          | Государство запрещает вывоз товаров со своей территории                                   | В отношении государства налагаются санкции на вывоз товаров с его территории                                     |
| Импорт           | Государство запрещает ввоз товаров на свою территорию                                     | В отношении государства налагаются санкции на ввоз на его территорию товаров                                     |
| Экспорт и импорт | Государство запрещает вывоз товаров со своей территории и ввоз товаров на свою территорию | В отношении государства налагаются санкции на ввоз на его территорию товаров и на вывоз товаров с его территории |

Классификация эмбарго по виду декларируемых мотиваций вводимых запретов:
- Эмбарго политического характера.
- Эмбарго экономического характера.
- Эмбарго с целью обеспечения национальной безопасности государства.
- Эмбарго с целью предупреждения и реагирования на спорные вопросы о территориальных границах государств.
- Эмбарго, вводимое с целью охраны здоровья граждан государства.
- Эмбарго экологического характера, вводимые с целью выражения несогласия государства с экологической политикой другой страны или отношением к животным.